# هاكاثون

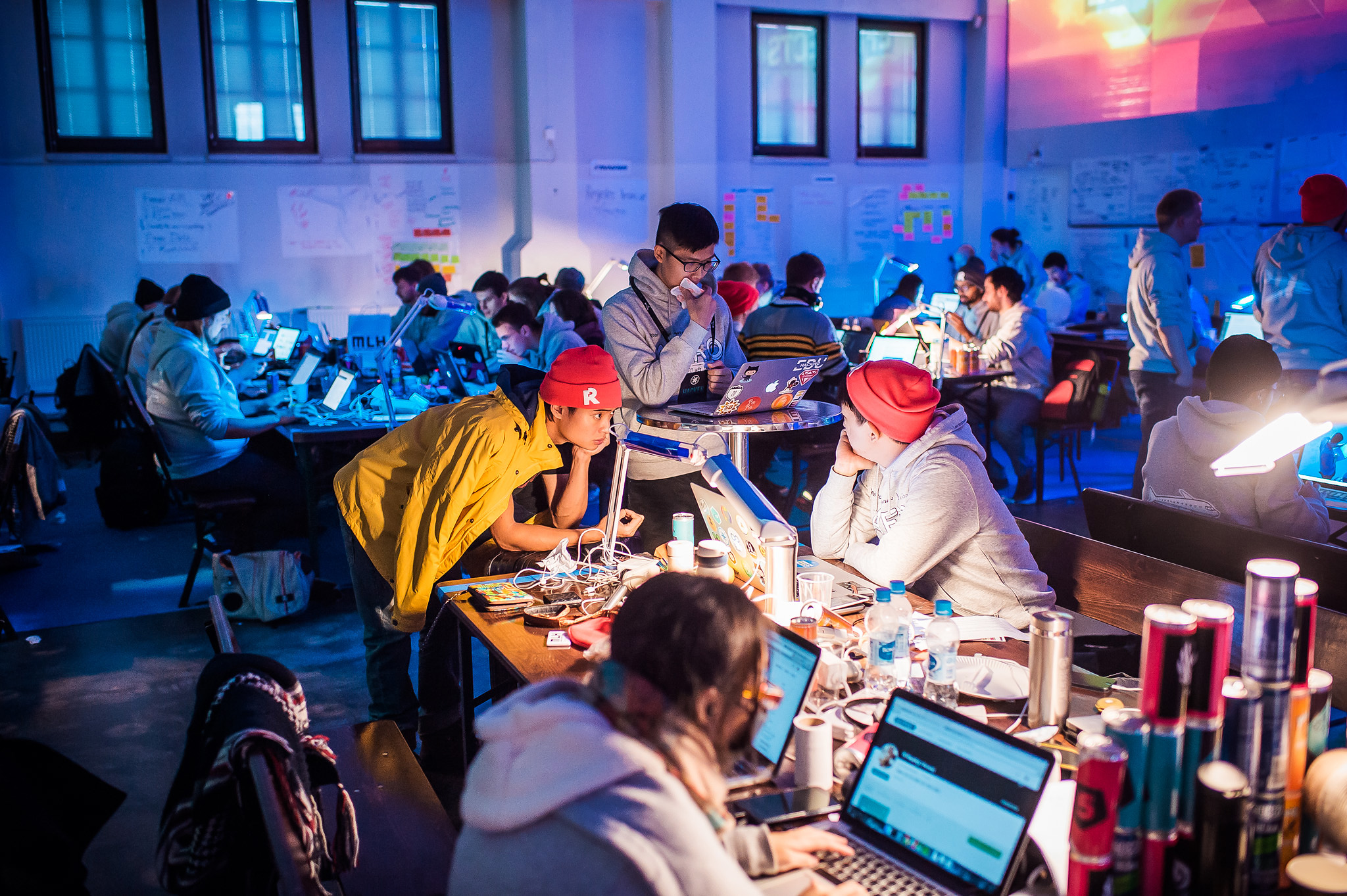
صورة لهاكثون junction عام 2014

البَرْمَجَان أو الهَكَثون أو (نقحرة: هاكاثون) (بالإنجليزية: Hackathon) مستوحاة من كلمة «ماراثون»، هو حدث يجتمع فيه مبرمجو الكمبيوتر وغيرهم لتطوير البرمجيات، (على سبيل المثال: مصممو الجرافيك، مصممو الواجهات، ومديرو المشاريع)، فيتشاركون بشكل مكثّف في تطوير مشاريع برمجية (بالإنجليزية: Software). هناك فعاليات تضم مشاريع تطوير العتاد (بالإنجليزية: Hardware) أيضاً. يستمر البَرمجَان عادة يوماً وقد تصل مدته إلى أسبوع كامل. بعض البَرمجَانات يُراد بها أن تكون لأغراض تعليميّة أو اجتماعيّة، وبالرغم من ذلك، يهدف بعضها إلى إنشاء برمجيّة قابلة للاستخدام. للبَرمجَانات غرضٌ محدّد، وقد يتضّمن هذا الغرض لغة البرمجة المستخدمة، ونظام التشغيل والتطبيق، وواجهة برمجية التطبيق (بالإنجليزية: API)، أو الموضوع، وتحديد المبرمجين أو فريق العمل. أمّا على أصعدة أخرى، فلا يوجد قيود على نوع البرمجيّة التي سيجري إنشاؤها.

## تسميات مشابهة
هناك تسميات مشابهة في مصطلحات الهكرجية
- مصطلح سبرنت Sprint وهي تعني العدو السريع. وتأتي كلمة مارثون برمجة في نفس المعنى. وهي لوصف لقاءات أقصر من حيث المدة الزمنية فهي لا تتعدى بضع أيام وهي تشترك مع الهاكثون في طبيعتها التعاونية.
- مصطلح كود فيست "codefest" وهو حدث من نفس طبيعة الهاكثون وهو منتشر بشكل أساسي بين مستخدمي اللينكس. هو جمع كلمة كود مع كلمة فيستيفال وهذا الجمع تم على نسق انستول فيست installfest مهرجان تنصيب اللينكس.

## برمجانات شهيرة

### بَرمجَان الحج
أقيم لأول مرة في المملكة العربية السعودية، وجاء تنظيم هذا الحدث الضخم الذي يستمر ثلاثة أيام، وبمشاركة آلاف المطورين من الجنسين من 51 دولة في العالم، ضمن جهود المملكة العربية السعودية المتواصلة كل عام في خدمة ضيوف الرحمن واغتنامًا للمواهب التقنية الشابّة، التي تبرز ضمنها مشاركة المبرمجين في استكشاف وتطوير تقنيات مواسم الحج.
كسر (بَرمجَان الحج) الرقم القياسي كأكبر بَرمجَان في العالم في موسوعة جينيس

### بَرمجَان فيسبوك
تقيم شركة فيسبوك كل ستة إلى ثمانية أسابيع ليلة بَرمجَان وفيها يجتمع المشاركون لوضع تصور عن المشاريع وإنجازها. تقدم الشركة فيها الموسيقى والطعام والشراب ويحضر عادة بعض العاملين في شركة فيسبوك ومنهم زوكربيرغ.
«الفكرة هي إمكانية تصميم مشروع جيد للغاية في ليلة واحدة فقط»، كما يقول زوكربيرغ. «هذا جزء من ثقافة شركة فيسبوك الآن... تعبّر هذه الفعالية بالتأكيد عن جوهر شخصيتي».

### هاكثون OpenBSD
استمرت OpenBSD بإقامة هاكثون واحد على الأقل بالسنة منذ نشأتها في عام 1999. يلتقي العديد من المطورين ببعضهم لفترة تكون هي الفترة التي نرى فيها تطوير سريع لل OpenBSD. اقيمت الهاكثونات الأوائل في كاجري Calgary والبيرتا Alberta في كندا وحضرها عشرة مطورين.ركزت على تطوير التشفير. وهذا ما كان أحد أسباب اقامتها في كندا وليس في الولايات المتحدة لأنهم بذلك يستطيعون تجنب المشاكل مع القانون الأمريكي الخاص بتصدير برمجيات التشفير.
التسمية في الهاكثونات اللاحقة اشتهرت بكون OpenBSD استخدمت لغة البرمجة سي والتي يمكن أن ترمز بداية إلى الترميز crypto ونهاية إلى Calgary المقاطعة الكندية التي اقيمت فيها.
و بعد ذلك أصبحت الهاكثونات لقاءات أكبر تستمر لمدة أسبوع وبمشاركة أكثر من 60 مطور اتوا من كل أنحاء العالم. حيث يستمتعون بأوقاتهم سويأ ويهكرون في OpenBSD

### هاكثون المياه الدولي
هاكثون المياه Water Hackathon هو هاكثون يسعى لجمع خبرات في كل من قطاعي تكنولوجيا المعلومات وإدارة موارد المياه، وذلك للإجابة عن تساؤلات حول كيفية إدارة وحماية الموارد المائية، ويعتبر «بَرمجَان» وسيلة لحل مشاكل المياه من خلال عقد مسابقة لتطوير تقنيات تخدم مشاكل المياه ومنها الصرف الصحي، والفيضانات والجفاف والري، وإدارة مستجمعات المياه.

## وصلات خارجية
- OpenBSD هاكثونات
- ماك هاك 2003